# Cubarral
Cubarral è un comune della Colombia facente parte del dipartimento di Meta.
Il centro abitato venne fondato nel 1920 e venne eretto a comune nel 1960.